# 仁科洋平
仁科 洋平（にしな ようへい、1978年9月28日 - ）は、日本の男性声優。神奈川県出身。81プロデュース所属。

## 人物
声種はバス。
アニメ、外国映画の吹き替え、ゲームなど声の仕事をメインに活躍している。
趣味・特技はバスケットボール、ヴァイオリン演奏。

## 出演

### テレビアニメ
2004年
- 絶体絶命でんぢゃらすじーさん（歩道番長、ノラ猫、ミミズ、モンスター）
- MAJOR（2004年 - 2008年、選手、観客、キャッチャー、黒米、バスケス） - 2シリーズ
- モンキーターンV（観客、記者）

2005年
- ゾイドジェネシス（ゲイゾル大佐、ザンツ）
- MÄR-メルヘヴン- （カレリン、男子生徒、店員、ポーン兵、門番 他）
- ロックマンエグゼStream（コンジット）

2006年
- ああっ女神さまっ それぞれの翼（男たち）
- ザ・サード 〜蒼い瞳の少女〜（警備員）
- シルクロード少年 ユート（兵士 他）
- スパイダーライダーズ 〜オラクルの勇者たち〜（兵士）
- ぜんまいざむらい（エレキテルの助、若侍B、伊賀の毛カニ丸、男性客C）
- ツバサ・クロニクル（手下）
- D.Gray-man（村人、アクマA）
- ぷるるんっ!しずくちゃん（おみやげ屋さん）
- ポケットモンスター ダイヤモンド&パール（2006年 - 2008年、ラーメン屋さん、Jの部下、研究員、カメックス）
- 味楽る!ミミカ（若旦那の父）
- 流星のロックマン（アナウンサー）
- ワンワンセレプー それゆけ!徹之進（肥満犬、司会者）

2007年
- Venus Versus Virus（教師）
- エル・カザド（チンピラ）
- 風の少女エミリー（男）
- 銀魂（2007年 - 2011年、子分、隊士Ａ、吉沢、組員Ｂ、手下Ｂ、店員Ｂ、三郎、鯱の手下B） - 2シリーズ
- 鋼鉄神ジーグ（所員）
- ゼロ デュエル・マスターズ（巨漢の男）
- ポケモン不思議のダンジョン 時の探検隊・闇の探検隊（ストライク）
- まめうしくん（ぶっとんぼ、かなしか、クモ、アリ）
- もっけ（相手チームC、漫才B）

2008年
- アリソンとリリア（バーレス、兵士達、村人、客室乗務員A）
- ウルトラヴァイオレット コード044（警備員、鉱夫、兵）
- 機動戦士ガンダム00（連邦兵士）
- 今日からマ王!（白い鴉）
- CLANNAD 〜AFTER STORY〜（サッカー部部員）
- ゴルゴ13（2008年 - 2009年、男、旅客達、華僑の兵士）
- To LOVEる -とらぶる-（バウバウドギー君、生徒、男子生徒、巨人）
- ドルアーガの塔 シリーズ（2008年 - 2009年、オーガ、市民） - 2シリーズ
- モノクローム・ファクター（不良少年）
- 夜桜四重奏 〜ヨザクラカルテット〜（町人）
- ライブオン CARDLIVER 翔（2008年 - 2009年、小芹ゲンゾウ、リョウトクバイソン、ブリザートド、イーグル・ケンサク、ヴォルカニック、ザットー 他）

2009年
- キディ・ガーランド（敵B（老人B））
- 鉄のラインバレル（米軍基地・司令）
- シャングリ・ラ（悠介、メタルエイジ1、男、警官、看守C、部下B、参謀）
- スレイヤーズEVOLUTION-R（タフォーラシア国民C）
- ティアーズ・トゥ・ティアラ（帝国兵）
- 東京マグニチュード8.0（警備員）
- 鋼の錬金術師 FULLMETAL ALCHEMIST（2009年 - 2010年、憲兵C、士官、キャスター、プリピィ）
- ミチコとハッチン（無線、車掌、ラジオニュース）

2010年
- 荒川アンダー ザ ブリッジ（作業員D）
- ダンス イン ザ ヴァンパイアバンド（男子C）
- ちゅーぶら!!（弥子の父）

2013年
- ゴー!ゴー!キッチン戦隊クックルン（2013年 - 2024年、怪人、部下達 / 部下たち、魔夜寝絵図） - 2シリーズ

2014年
- クロスアンジュ 天使と竜の輪舞（近衛兵、特殊部隊）
- ブレイク ブレイド（重騎士B）
- メカクシティアクターズ（村人D）

2017年
- 笑ゥせぇるすまんNEW（夫）

2022年
- デュエル・マスターズ WIN（バンチョ）

### 劇場アニメ
- 劇場版ポケットモンスター ダイヤモンド&パール ディアルガVSパルキアVSダークライ（2007年、ドーミラー）
- 劇場版ポケットモンスター ダイヤモンド&パール ギラティナと氷空の花束 シェイミ（2008年、トドゼルガ）
- HIGHLANDER ハイランダー 〜ディレクターズカット版〜（2008年、スカベンジャー）
- ブレイク ブレイド（2010年、重騎士B）
- SHORT PEACE「GAMBO」（2013年、僧侶）

### OVA
- HELLSING（2008年、英国国防総省スタッフ）

### Webアニメ
- The King of Fighters: Another Day（2005年、マネージャー、カメラマン）

### ゲーム
- コロッケ!Great 時空の冒険者（2004年、キンダック）
- ゾイドタクティクス（2005年、リッツ・ルンシュテッド）
- 幻想水滸伝ティアクライス（2008年、ガドベルク、ザイン、セミアス、ワヒエ）
- ファイナルファンタジーVII リメイク（2020年）

### ドラマCD
- 81オリジナルドラマCD「マイエルリンク〜冬恋〜」（執事）

### 吹き替え

#### 映画
- アイ・アム・レジェンド（検問兵士）※ソフト版
- 最終絶叫計画4
- スコーピオン・キング ※日本テレビ版

#### テレビドラマ
- 印象派 若きモネと巨匠たち（デュランティ）
- 4400 未知からの生還者2（ガブリエル）

#### アニメ
- きかんしゃトーマス（専門の技師、ディーゼル10）※テレビ東京、NHK版
- キッドvsキャット（パパ）
- 最強武将伝 三国演義（張郃、丁奉、武将）
- ザ・バットマン（ジャスティン）
- ジャングル・ジョージ ザ・シリーズ
- 少女チャングムの夢
- シンデレラIII 戻された時計の針
- フォスターズ・ホーム（ジョーダン・マイケル）
- ミュータント タートルズ（ヨシ、監視者、ガーディアン 他）

### テレビ番組
- スッキリウスのひらめき（吹き替え）

### ボイスオーバー
- NIPPON@WORLD

### その他コンテンツ
- メディアージュ イエローサブマリン

### シリーズ一覧
1. ↑  第1シリーズ（2004年 - 2005年）、第4シリーズ（2008年）
2. ↑  第1期（2007年 - 2008年）、第2期『銀魂’』（2011年）
3. ↑  第1期『〜the Aegis of URUK〜』（2008年）、第2期『〜the Sword of URUK〜』（2009年）
4. ↑  『すすめ!キッチン戦隊クックルン』（2013年 - 2015年）、『ゴー!ゴー!キッチン戦隊クックルン』（2015年 - ）